# Sinfonisches Blasorchester Freiburg
Das Sinfonische Blasorchester Freiburg (SBO) ist ein sinfonisches Blasorchester des Vereins Oberbadischer Blasmusikverband Breisgau.

## Geschichte
Das Sinfonische Blasorchester Freiburg wurde 1988 durch die Initiative des damaligen Präsidenten des Oberbadischen Blasmusikverbandes Breisgau, Eugen Faller, und des Verbandsjugendleiters Hans-Peter Rinklin, der auch die musikalische Leitung übernahm, als Verbandsjugendblasorchesters gegründet. Das erste Konzert wurde 1990 in Prechtal aufgeführt.
1992 wurde Bernhard Winter Dirigent und erreichte mit dem Orchester mehrere Erfolge, unter anderem den Regio-Kulturpreises 1995 in Freiburg, den 1. Preis in der höchsten Schwierigkeitsstufe mit der besonderen Auszeichnung der Jury beim internationalen Wettbewerb für Blasorchester 1996 in Straßburg und der Gewinn des CD-Wettbewerbs 1999 bei den internationalen Musiktagen in Vöcklabruck (Österreich), mit der 1998 produzierten CD „Ragtimes & Habaneras“.
1996 wurde der Name des „Verbandsjugendblasorchester“ in „Sinfonisches Blasorchester“, kurz SBO, umbenannt. 2002 erhielt das Orchester den Zusatz „Freiburg“, da der Sitz des Oberbadischen Blasmusikverbandes Breisgau e.V. in Freiburg ist.
Vom 16. November 2002 bis zum 17. März 2013 dirigierte Jürgen Burmeister das Orchester. Am 9. März 2013 wurde Siegfried Rappenecker bei der OBV-Hauptversammlung zum neuen Dirigenten ernannt. Sein erstes Konzert gab Rappenecker am 10. November 2013 mit dem Gastdirigenten Franco Cesarini.

## Tonträger
- Ragtimes & Habaneras, 1998

## Erfolge
- 1995 Regio-Kulturpreis Freiburg
- 1996 1. Preis in der höchsten Schwierigkeitsstufe mit der besonderen Auszeichnung der Jury beim internationalen Wettbewerb für Blasorchester in Straßburg
- 1999 Gewinn des CD-Wettbewerbs bei den internationalen Musiktagen in Vöcklabruck (Österreich)